# Symmoca saharae
Symmoca saharae is een vlinder uit de familie van de dominomotten (Autostichidae). De wetenschappelijke naam van de soort is, als Gelechia saharae, voor het eerst geldig gepubliceerd in 1888 door Oberthür.